# 保罗·蒙泰尔
保罗·安托万·亚里士多德·蒙泰尔（法語：Paul Antoine Aristide Montel，1876年4月29日—1975年1月22日）是一名法国数学家。他出生于法国尼斯，逝于巴黎。他主要研究复分析中的全纯函数。 
蒙泰尔是昂利·勒贝格与埃米尔·博雷尔在索邦大学的学生。昂利·嘉当、让·迪厄多内与麥倫·尼可萊斯庫是蒙泰尔的学生。